# Cyanerpes cyaneus
El mielerito o mielero patirrojo (Cyanerpes cyaneus) es una especie de ave paseriforme de la familia Thraupidae, perteneciente al  género Cyanerpes. Es nativo de México, América Central y del Sur; también en Trinidad y Tobago, y en  Cuba, donde posiblemente haya sido introducido.

## Nombres comunes
Aparte de mielero patirrojo (en Ecuador, Colombia, Guatemala, Costa Rica, Nicaragua y Panamá), también se le denomina mielero patas rojas o mielero patarroja (en México, Colombia y Honduras), mielero de pata roja (en Perú), copeicillo de montaña (en Venezuela), tucuso montañés (en Venezuela) o mielero dorsioscuro.

## Distribución y hábitat
Se distribuye ampliamente desde el este de México, por Belice, Guatemala, El Salvador, Honduras, Nicaragua, Costa Rica, Panamá, norte de Colombia, hacia el este por las montañas costeras de Venezuela y Trinidad y Tobago, hacia el sur por la pendiente del Pacífico del oeste de Colombia y noroeste de Ecuador; por la totalidad de la cuenca amazónica y  del escudo guyanés, del sur y este de Colombia, este de Ecuador, este de Perú, norte de Bolivia, sur y este de Venezuela, Guyana, Surinam, Guayana Francesa, toda la Amazonia brasileña; y una población aislada en el litoral del este de Brasil. Existe una población residente en Cuba cuyo origen se desconoce, posiblemente haya sido introducido.
Esta especie es ampliamente diseminada y localmente bastante común en sus hábitats naturales: el dosel y los bordes de selvas húmedas y bosques caducifolios y claros adyacentes, hasta los 1200 m de altitud, principalmente en tierras bajas en ecotonos de bosques tropicales; también en claros de bosque, áreas con alta densidad de matorrales, plantaciones de café, cítricos y cacao, y en zonas arboladas urbanas.

## Descripción

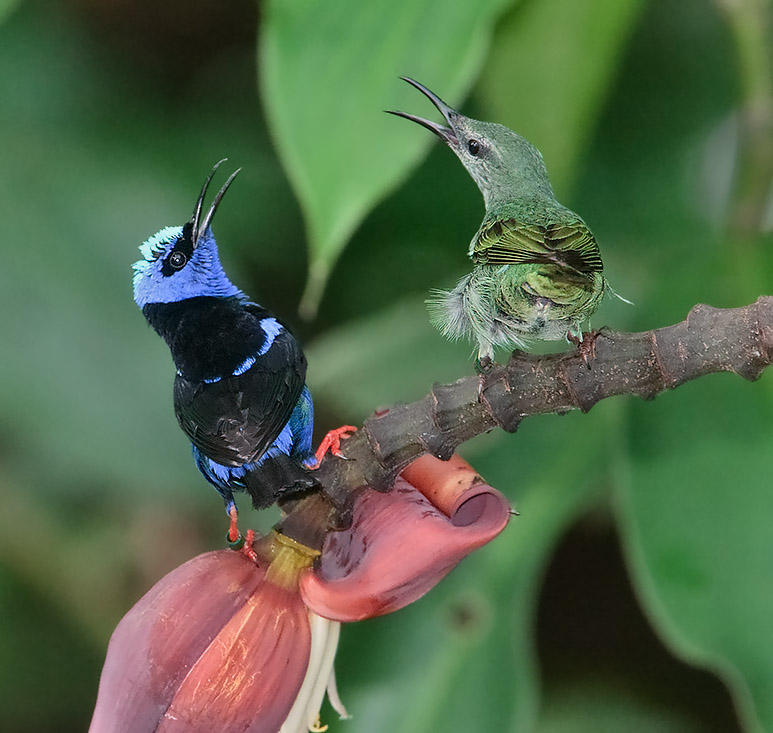
Macho (izquierda) y hembra (derecha).

Los adultos miden 12 cm de longitud y pesan 14 g; tienen un pico mediano, negro y ligeramente curvo. Presentan un fuerte dimorfismo sexual. Los machos son de plumaje azul violáceo, con las alas negras con una raya azul violeta en la mitad de las mismas, y la parte inferior, visible sólo en vuelo, es de color amarillo limón. La cola y la espalda también son negras, y también un antifaz alrededor de los ojos. Las patas son rojas brillantes. Tienen una corona azul turquesa.
Las hembras y los inmaduros son color verde opaco, más claro en las partes ventrales, las cuales presentan un rayado ligero. Las patas de las hembras son pardo rojizas, y la de los inmaduros, pardas. El macho adulto es una de las pocas aves tropicales que cambia su plumaje durante la época de reproducción, fuera de época de cría las partes azul violeta de su plumaje se vuelven verdes, la espalda y la coronilla también se vuelven verdes; quedando así con un plumaje similar al de una hembra pero con alas negras.
La subespecie de la isla Tobago, C. c. tobagoensis es ligeramente mayor que las subespecies de tierra firme.

## Comportamiento
Se alimenta de insectos, pequeños frutos y semillas con arilo. Forma pequeños grupos de dos a seis individuos.
La hembra construye un pequeño nido en forma de cuenco en lo alto de los árboles. Incuba dos huevos blancos con manchas oscuras durante 12 o 13 días. Los polluelos tardan en el nido otros 14 días. Se reproducen de febrero a junio.

## Sistemática

### Descripción original
La especie C. cyaneus fue descrita por primera vez por el naturalista sueco Carlos Linneo en 1766 bajo el nombre científico Certhia cyanea; su localidad tipo es: «Surinam».

### Etimología
El nombre genérico masculino Cyanerpes se compone de las palabras griegas «kuanos»: azul oscuro, y «herpēs»: trepador; y el nombre de la especie «cyaneus» del latín que significa color azul oscuro, azul marino.

### Taxonomía
Los amplios estudios filogenéticos recientes comprueban que la presente especie es hermana de Cyanerpes caeruleus, y el par formado por ambas es hermano del par formado por Cyanerpes nitidus y  C. lucidus.

### Subespecies
Según las clasificaciones del Congreso Ornitológico Internacional (IOC) y Clements Checklist/eBird v.2019 se reconocen once subespecies, con su correspondiente distribución geográfica:
- Cyanerpes cyaneus carneipes (P.L. Sclater), 1860 – pendiente del golfo del sur de México al norte de Colombia; isla Coiba, isla Pearl.
- Cyanerpes cyaneus gemmeus Wetmore, 1941 –  norte de Colombia (Serranía de Macuira en la península Guajira).
- Cyanerpes cyaneus pacificus Chapman, 1915 – costa del Pacífico del oeste de Colombia y oeste de Ecuador.
- Cyanerpes cyaneus gigas Thayer & Bangs, 1905 – isla Gorgona, litoral pacífico de Colombia.
- Cyanerpes cyaneus eximius (Cabanis), 1851 – norte de Colombia al norte de Venezuela, isla Margarita.
- Cyanerpes cyaneus dispar J.T. Zimmer, 1942 – este de Colombia al sur de Venezuela, oeste de Brasil y noreste de Perú.
- Cyanerpes cyaneus tobagensis Hellmayr & Seilern, 1914 – Tobago.
- Cyanerpes cyaneus cyaneus (Linnaeus), 1766 – sureste de Venezuela, las Guayanas, noreste amazónico de Brasil; Trinidad.
- Cyanerpes cyaneus brevipes (Cabanis), 1851 – centro de la Amazonia brasileña.
- Cyanerpes cyaneus holti Parkes, 1977 – este de Brasil.
- Cyanerpes cyaneus violaceus J.T Zimmer, 1942 – centro de Bolivia y oeste de Brasil.